# 1970年全仏オープン
1970年 全仏オープン（1970ねんぜんふつオープン、Internationaux de France de Roland-Garros 1970）は、フランス・パリにある「スタッド・ローラン・ギャロス」にて、1970年5月25日から6月7日にかけて開催された。

## 大会の流れ
- 男子シングルスは「128名」の選手による7回戦制で行われ、シード選手は16名であった。女子シングルスは「64名」の選手による6回戦制で行われ、シード選手は8名。男女とも「1回戦不戦勝」（抽選表では“Bye”と表示）はない。

## シード選手

### 男子シングルス
1. イリ・ナスターゼ　（ベスト8）
2. スタン・スミス　（1回戦、不戦敗）
3. マニュエル・サンタナ　（4回戦）
4. アーサー・アッシュ　（ベスト8）
5. ゼリコ・フラヌロビッチ　（準優勝）
6. ボブ・ヒューイット　（2回戦）
7. ヤン・コデシュ　（初優勝）
8. クリフ・リッチー　（ベスト4）
9. アレックス・メトレベリ　（4回戦）
10. イオン・ティリアック　（4回戦）
11. フランソワ・ジョフレー　（ベスト8）
12. ルー・ホード　（4回戦）
13. マニュエル・オランテス　（4回戦）
14. ジョルジュ・ゴバン　（ベスト4）
15. レイ・ラッフェルズ　（3回戦）
16. ディック・クリーリー　（4回戦）

### 女子シングルス
1. マーガレット・スミス・コート　（優勝、2年連続4度目）
2. ビリー・ジーン・キング　（ベスト8）
3. バージニア・ウェード　（ベスト8）
4. ジュリー・ヘルドマン　（ベスト4）
5. ケリー・メルビル　（1回戦、不戦敗）
6. フランソワーズ・デュール　（3回戦）
7. ヘルガ・ニーセン　（準優勝）
8. ロージー・カザルス　（ベスト8）

## 大会経過

### 男子シングルス
準々決勝
- クリフ・リッチー vs.  イリ・ナスターゼ　7-5, 9-7, 4-6, 6-3
- ゼリコ・フラヌロビッチ vs.  アーサー・アッシュ　6-3, 3-6, 10-8, 4-6, 6-3
- ジョルジュ・ゴバン vs.  フランソワ・ジョフレー　8-6, 6-8, 6-2, 6-1
- ヤン・コデシュ vs.  マーティン・マリガン　6-1, 6-3, 7-5

準決勝
- ゼリコ・フラヌロビッチ vs.  クリフ・リッチー　6-4, 4-6, 1-6, 7-5, 7-5
- ヤン・コデシュ vs.  ジョルジュ・ゴバン　2-6, 6-2, 5-7, 6-2, 6-3

### 女子シングルス
準々決勝
- マーガレット・スミス・コート vs.  ロージー・カザルス　7-5, 6-2
- ジュリー・ヘルドマン vs.  フラスタ・ヴォピコワ　6-1, 6-3
- カレン・クランツケ vs.  バージニア・ウェード　6-2, 1-6, 6-3
- ヘルガ・ニーセン vs.  ビリー・ジーン・キング　2-6, 8-6, 6-1

準決勝
- マーガレット・スミス・コート vs.  ジュリー・ヘルドマン　6-0, 6-2
- ヘルガ・ニーセン vs.  カレン・クランツケ　6-3, 6-1

## 決勝戦の結果
- 男子シングルス： ヤン・コデシュ vs.  ゼリコ・フラヌロビッチ　6-2, 6-4, 6-0
- 女子シングルス： マーガレット・スミス・コート vs.  ヘルガ・ニーセン　6-2, 6-4
- 男子ダブルス： イリ・ナスターゼ＆ イオン・ティリアック vs.  アーサー・アッシュ＆ チャーリー・パサレル　6-2, 6-4, 6-3
- 女子ダブルス： フランソワーズ・デュール＆ ゲイル・シェリフ vs.  ビリー・ジーン・キング＆ ロージー・カザルス　6-1, 3-6, 6-3
- 混合ダブルス： ボブ・ヒューイット＆ ビリー・ジーン・キング vs.  ジャン＝クロード・バークレー＆ フランソワーズ・デュール　3-6, 6-4, 6-2